# Poa figertii
Poa figertii là một loài thực vật có hoa trong họ Hòa thảo. Loài này được Gerhardt miêu tả khoa học đầu tiên năm 1892.